# بروک (استان پومرانی)
بروک (به لهستانی:  Bruk) یک روستا در لهستان است که در گمینا جژگونگ واقع شده‌است. بروک ۵۶۰ نفر جمعیت دارد.